# Южный, Яков Дмитриевич
Я́ков Дми́триевич Ю́жный-Ящук (1902, Киевская губ. — 29.8.1938, Москва) —  руководящий сотрудник ГПУ/НКВД Украинской ССР и Сибири, капитан государственной безопасности. Помощник начальника УНКВД Восточно-Сибирской - Иркутской области. Входил в состав особой тройки УНКВД СССР.. Расстрелян в 1938 году. Признан не подлежащим реабилитации.

## Биография
Яков Дмитриевич Южный (Ящук) родился в 1902 году в с. Селец Потиевского района Киевской обл. в украинской семье зажиточного крестьянина . Большую часть своей жизни работал в органах ВЧК-ОГПУ-НКВД : в 1929 — апреле 1931 года начальник секретно-оперативного отдела Проскуровского окротдела ГПУ УкрССР, уполномоченный секретного отдела ГПУ УкрССР. С апреля 1931 г. уполномоченный секретно-политического отдела ГПУ УкрССР, в дальнейшем на работе в центральном аппарате ОГПУ-ГУГБ НКВД СССР. До июня 1935 г. заместитель начальника 4-го отделения Особого отдела ГУГБ НКВД СССР; в 1935—1936 годах начальник 7 отделения Особого отдела ГУГБ НКВД СССР. Затем переведен в органы УНКВД Сибири : в 1936—1937 годах помощник начальника УНКВД ВСК и начальник 3-го отдела (КРО) Восточно-Сибирского края / Восточно-Сибирской области. Этот период отмечен вхождением в состав особой тройки, созданной по приказу НКВД СССР от 30.07.1937 № 00447 и активным участием в сталинских репрессиях. На момент ареста в 1937 году — начальник 3-го отдела и помощник начальника УНКВД Иркутской области.
Арестован 23 августа 1937 года в Иркутске и этапирован в Москву. Обвинение было предъявлено по ст. 58/1 («измена Родине»); ст. 58/8 («террор»); ст. 58/11 («участие в антисоветской к.-р. организации в органах НКВД» УК РСФСР. 20 августа 1938 года внесен в Сталинский расстрельный список «Москва-центр» (список № 3 «Бывш. сотрудники НКВД») — «за» 1-ю категорию Сталин, Молотов. 29 августа 1938 года ВКВС СССР приговорён к смертной казни. Расстрелян в тот же день вместе с группой руководящих сотрудников НКВД СССР (Л. М. Заковский, Л. Г. Миронов, В. М. Горожанин, Н. Е. Шапиро-Дайховский, О. Я. Нодев, О. О. Абугов, М. М. Подольский, А. В. Гуминский и др.), осужденных в тот же день. Место захоронения — спецобъект НКВД «Коммунарка».
12 октября 2001 года был реабилитирован посмертно Главной военной прокуратурой РФ, однако 1 февраля 2018 года Судебной коллегией по делам военнослужащих Верховного суда РФ признан не подлежащим реабилитации.

## Награды
- Почётный сотрудник госбезопасности V (№ 733)